# Agrilus decellei
Agrilus decellei es una especie de insecto del género Agrilus, familia Buprestidae, orden Coleoptera.
Fue descrita científicamente por Pochon, 1972.